# Henryk Stazewski
Henryk Stazewski né à Varsovie en 1894 et mort dans la même ville en 1988 est un peintre,  illustrateur, designer et décorateur de théâtre polonais.

## Biographie
Pionnier de l’avant-garde classique des années 1920 et 1930, Henryk Stazewski est l'un des précurseurs de l’abstraction géométrique des années 1960, 1970 et 1880.
En 1926, il fait partie du collectif Praesens.
Il est membre du groupe Cercle et Carré, fondé en 1929 à Paris par le critique d'art Michel Seuphor et le peintre Joaquín Torres García.
Il expose au Salon des surindépendants de 1930.